# Salvador Sanpere y Miquel

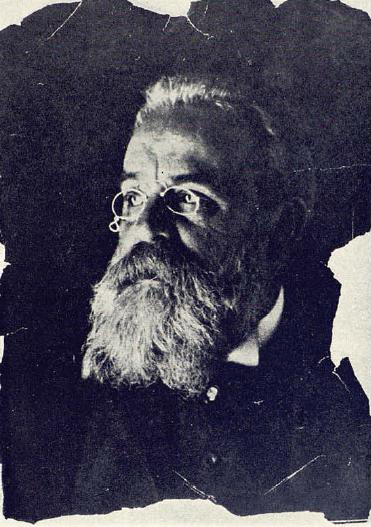
Salvador Sanpere y Miquel

Salvador Sanpere y Miquel (Barcelona, 1840 – Barcelona, 25 de septiembre de 1915) fue un historiador positivista, crítico, publicista, y político español de ideología republicana.

## Actividad política
Desde su juventud fue un apasionado ferviente del estudio; cursó y terminó en Barcelona la carrera de arquitecto, que no llegó a ejercer por dedicar todos sus energías a los estudios históricos y arqueológicos, así como a sus ideales políticos. Este eran republicanos más extremistas, que lo llevaron a ingresar en la francmasonería en 1862, distinguiéndose después por la actuación constante en las logias barcelonesas. A los 16 años ya era presidente de una sociedad de jóvenes, secreta y revolucionaria, y a los 19 se alistó como voluntario para la guerra de África. Desde 1860 se dedicó de lleno al periodismo, colaborando en los diarios de sabor y tendencias librepensadoras y antimonárquicas. Adepto incondicional de Emilio Castelar, Francisco Pi y Margall, y Nicolás Salmerón, siguió las vicisitudes de la actuación política de aquellos. Formó parte de las Juntas revolucionarias de Barcelona y de Martorell durante la revolución de 1868; fue diputado de las Cortes Constituyentes el 1869 y fue elegido diputado por Igualada a las elecciones generales españolas de agosto de 1872 y 1873. También fue miembro de la Diputación provincial de Barcelona.
Una vez se produjo la restauración borbónica (1874) colaboró en La Gaceta de Buenos Aires y fue afecto a Emilio Castelar hasta que éste fundó el Partido Republicano posibilista. Entonces se dedicó al activismo cultural. Obtuvo varias pensiones para hacer investigaciones históricas en archivos del extranjero entre 1872 y 1873. Desde 1874 a 1877 dirigió la Revista Histórico-Latina, y desde 1880 a 1887 la Revista de Ciencias Históricas. En 1879 fue comisario real de España en el Exposición Universal de Viena. También fue académico correspondiente de la Real Academia de la Historia y de las Real Academia de las Buenas Letras de Barcelona y la de Sevilla. En Barcelona prestó valiosos servicios como vocal de la Junta de Museos de Cataluña y como fundador del Museo de Reproducciones. Alcanzó varios premios en los Juegos Florales de Barcelona y escribió muchas de sus obras en catalán. Poco antes de morir participó en las campañas a favor de los aliados de la Primera Guerra Mundial.

## Obra histórica
Fueron innumerables los cursos y conferencias que dio en centros culturales y académicos en toda España. Su labor es admirable por copiosa y sensata. Su libro más trascendental es Los cuatrocentistas Catalanes (Barcelona, 1912 ); historia crítico-descriptiva de la escuela pictórica de Cataluña del siglo XV, la existencia y valor positivo demuestra gráfica y documentalmente, aunque la crítica posterior (mosén Josep Gudiol y Cunill , Josep Maria Folch i Torres , Vicente Lampérez , Bonaventura Bassegoda i Amigó) señalará algunas inexactitudes, deficiencias y omisiones en la obra de Sanpere. Su Orígenes y Fuentes de la Nacionalidad catalana (Barcelona, 1879) donde da conocer los primeros datos hacia la judicatura en Cataluña dio a conocer el Liber judicatum populares; El fin de la nación catalana (Barcelona, 1905) es un tratado monográfico del asedio y defensa de Barcelona en 1714, y La Cercanías de Corbera , Barcelona (1897) es un trabajo de paciente reconstitución de sitios, edificios, instituciones y barriadas desaparecidas entre las que Felipe V mandó derribar para construir el barrio de la Ciudadela de Barcelona. En los Juegos Florales de Barcelona le fueron premiadas sus monografías El Alsament de Mieres, Biografía de Esteban Gilabert Bruniquer, Wifred lo Velloso, y Las Armadas de Salou y Portfangós, que figuran impresas en los volúmenes correspondientes a 1879, 1880, 1888, y 1895. Inclinado en un principio al krausismo, más tarde adoptó las doctrinas positivistas. Colaboró también en la Geografía general de Cataluña de Francisco Carreras Candi.
Parte del fondo personal de Salvador Sanpere i Miquel se conserva en el Archivo Histórico de la Ciudad de Barcelona.

## Obra
- Historia del Arte
- Los Incunables Catalanes
- La Pintura Medieval catalana
- Las damas de Aragón, en catalán.
- Barcelona. Son passat, present i porvenir (1878, editada en castellano el mismo año)
- Orígenes y fuentes de la nación catalana (1878)
- Las costumbres catalanas en tiempo de Juan I (1878)
- Noticia sobre el movimiento histórico en la Balear menor (1879)
- Un estudio de toponomástica catalana (1880)
- Contribución al estudio de la religión de los iberos (1880) a «Revista de Ciencias Históricas»
- Los Íberos (1881) a «Revista de Ciencias Históricas»
- La emancipación del hombre (en 5 volúmenes, con prólogo de Nicolás Salmerón, 1883)
- Historia del lujo (1886)
- Fin de la nación catalana (1905)
- De la introducción y establecimiento de la imprenta en las coronas de Aragón y Castilla y de los impresoras de incunables catalanas (1909)
- Minoría de Jaime I (1910)
- Los cuatrocentistas Catalanes (1912)

## Traducciones
- La Estética, de Karl Christian Friedrich Krause
- La Morfología, de Ernst Haeckel
- El Universo Social, de Herbert Spencer